# Kupolovn
En kupolovn er en smelteovn, der tidligere har været meget anvendt inden for jernstøberierne. 

## Funktion
Ovnen er skaktformigt opbygget af ildfaste sten og omgivet med en jernkappe. Den fyldes fra oven gennem gigten med råjern, jernskrot og koks. Desuden tilsættes der kalk, der skal fremme dannelsen af slagge. 
Lige over det sted, hvor det smeltede jern skal samles, findes en række indblæsningshuller, vindpiber, hvor luft indblæses fra en ringkanal med et overtryk på ca. ½ atmosfære. Her er temperaturen højest. Oprindelig brugte man at fyre og blæse så kraftigt, at der stod en lysende flamme ovenud af gigten, men man indså snart det uøkonomiske i dette. 
Det smeltede støbejern aftappes ved et hul, udslagshullet, og en rende i bunden af ovnen, når en lerprop slås itu med en lang jernstang. Hullet er anbragt i en ellers tilmuret dør, der giver adgang til reparationer på den kolde ovn. Jernet løber ned i en kranske og føres til støbeformene. Hullet lukkes igen med en prop af ildfast ler. 
Ved nogle ovne er der et særskilt aftapningshul til slaggen.